# Сільва Гунбарді
Сільва Гунбарді (алб. Silva Gunbardhi; 2 листопада 1981, Вльора, Албанія) — албанська співачка.

## Біографія
Сільва Гунбарді народилася 2 листопада 1981 року на півдні Албанії (Вльора). З юних років Гунбарді почала захоплюватися музикою. У шість років Сільва подала заявку на дитячий співочий конкурс, у якому майбутня співачка брала участь двічі та виборола третє та друге місця відповідно. Гунбарді кілька років працювала у театрі Петра Марко, але потім переїхала до Тирани, де розпочала сольну кар'єру. У 2005 році вийшов перший альбом співачки «Plaku, Plaka».

## Дискографія

### Альбоми
- Plaku, Plaka (2005)
- Trake truke (2006)

### Сингли
- 2006: Dua të jem
- 2007: Je ti
- 2008: Të doja shumë
- 2010: Plaku, plaka
- 2010: Trak e truk
- 2012: Djemtë e Vlorës
- 2013: Lemza
- 2013: Vdeksha unë për syrin tënd
- 2013: Rritu vajzë
- 2014: Unaza
- 2014: Uromë baba
- 2014: Kunatat
- 2014: Lule e bardhë
- 2016: Gënjemë por thuamë se të dua
- 2016: Ding Dong
- 2017: Digje zemrën
- 2018: Fati
- 2019: Baba
- 2020: Nenoke
- 2020: Pikë e dobët